# Records de Wilt Chamberlain
Les records de Wilt Chamberlain correspondent aux performances du joueur de basket-ball Wilt Chamberlain qui a dominé la NBA dans les années 1960 et 1970 individuellement, échouant à de nombreuses reprises collectivement. Connu pour son endurance sur le terrain et son physique exceptionnel, Chamberlain est l'un des meilleurs marqueurs de l'histoire de son sport.

## Records individuels
- Joueur ayant la plus grande moyenne de minutes jouées par match de l'histoire de la NBA avec 45,8 minutes par match.
- Joueur ayant passé le plus de minutes en moyenne sur le terrain en 1960 (46,4 minutes), 1961 (47,8), 1962 (48,5), 1963 (47,6), 1964 (46,1), 1966 (47,3), 1967 (45,5), 1968 (46,8), et en 1969 (45,3).
- Joueur ayant joué le plus de minutes au total sur une saison en 1960 (3 338 minutes), 1961 (3773), 1962 (3 882), 1963 (3 806), 1964 (3 689), 1966 (3 737), 1967 (3 682), et en 1968 (3 836).
- Joueur ayant réussi le plus de tirs sur une saison en 1960 (1 065), 1961 (1 251), 1962 (1 597), 1963 (1 463), 1964 (1 204), 1965 (1 063), et en 1966 (1 074),
- Joueur ayant tenté le plus de tirs sur une saison en 1960 (2 311), 1961 (2 457), 1962 (3 159), 1963 (2 770), 1964 (2 298), 1965 (2 083), et en 1966 (1 990),
- Joueur ayant le meilleur pourcentage de réussite aux tirs sur une saison en 1961 (50,9), 1963 (52,8), 1965 (51,0),  1966 (54,0), 1967 (68,3), 1968 (59,5), 1969 (58,3), 1972 (64,9), et en 1973 (72,7).
- Joueur ayant réussi le plus grand nombre de lancer franc sur une saison en 1962 (835).
- Joueur ayant tenté le plus grand nombre de lancer franc sur une saison en 1960 (991), 1961 (1 054), 1962 (1 363), 1963 (1 113), 1964 (1 016), 1965 (880), 1967 (875), 1968 (932), et en 1969 (857).
- Joueur ayant marqué le plus de points sur une saison en 1960 (2707), 1961 (3 033), 1962 (4029), 1963 (3 586), 1964 (2 948), 1965 (2 534), et en 1966 (2 649).
- Joueur ayant pris le plus grand nombre de rebonds sur une saison en 1960 (1 941), 1961 (2 149), 1962 (2 052), 1963 (1 946), 1966 (1 943), 1967 (1 957), 1968 (1 952), 1969 (1 712), 1971 (1 493),  1972 (1 572), et en 1973 (1 526).
- Joueur ayant fait le plus grand nombre de passes décisives sur une saison en 1968 (702).
- Joueur ayant la meilleure efficacité sur le terrain (Player Efficiency Rating) en 1960 (28,0), 1962 (31,8), 1963 (31,8), 1964 (31,6), 1965 (28,6), 1966 (28,3), 1967 (26,5),  et en 1968 (24,7).